# Hydropsyche consanguinea
Hydropsyche consanguinea là một loài Trichoptera trong họ Hydropsychidae. Chúng phân bố ở miền Cổ bắc.